# Ancien consulat du Danemark (Tunis)
L'ancien consulat du Danemark, siège d'arrondissement de la municipalité de Tunis depuis 2018, est un monument de la médina de Tunis.

## Localisation
Le monument se trouve à la rue Jemaâ Zitouna, dans le quartier franc où vivaient des représentants de la communauté franque et des marchands internationaux.

## Histoire
Le bâtiment, initialement une école primaire pour les frères des écoles chrétiennes, est construit au XVIIIe siècle. 
Le 8 décembre 1751, Ali Pacha et Frédéric V de Danemark, signent un traité de paix et de commerce à la suite duquel l'école est convertie en consulat pour le royaume de Danemark et de Norvège.
Le consulat est par la suite transféré dans le faubourg nord de la médina, dans une aile de la demeure d'un ministre du bey Hammouda Pacha (palais Saheb Ettabaâ).
Après l'indépendance de la Tunisie, l'édifice acquiert une fonction d'école primaire pour garçons. Pendant les années 1990, les autorités locales l'utilisent comme logements tiroirs provisoires pour les ménages touchés par l'opération d'assainissement de l'habitat insalubre dans le cadre de la troisième tranche du projet Oukalas.
Il subit des travaux de restauration dirigés par l'Association de sauvegarde de la médina de Tunis, qui s'étalent entre 2016 et 2018, pour être utilisé ensuite comme siège d'arrondissement par la municipalité de Tunis.